# Балтабай (Иссык-Кульская область)
Балтабай (кирг. Балтабай, до 200? г. — Кызыл-Дыйкан) — село в Джети-Огузском районе Иссык-Кульской области Кыргызстана. Административный центр Ырдыкского аильного округа. Код СОАТЕ — 41702 210 835 01 0.

## Население
По данным переписи 2009 года, в селе проживало 1023 человека.